# Džbánov (Voděrady)
Džbánov (německy Zuber) je malá vesnice a část obce Voděrady v okrese Ústí nad Orlicí v Pardubickém kraji. Leží asi jeden kilometr východně od Voděrad. Džbánov leží v katastrálním území Džbánov u Litomyšle o výměře 2,62 km².
Džbánov se rozkládá v kotlině mezi obcemi Jehnědí, Voděrady a Sloupnice, se kterými je spojen silnicí. Patří k obcím tzv. českého typu,[zdroj⁠?!] soustředěných kolem centrální návsi. Ve Džbánově se na návsi nachází obchod s potravinami, evangelická fara a kostel.

## Historie
První písemná zmínka o vesnici pochází z roku 1308.
Džbánov patří k obci Voděrady od 1. července 1985.

## Pamětihodnosti
Evangelický kostel z roku 1784 byl vystavěn pro potřeby Sloupenského evangelického sboru v přechodném období, než měl Sloupenský sbor postavenou modlitebnu ve své obci. Kostel je dodnes v provozu.
Na severozápadním okraji vesnice roste památná lípa velkolistá.

## Galerie

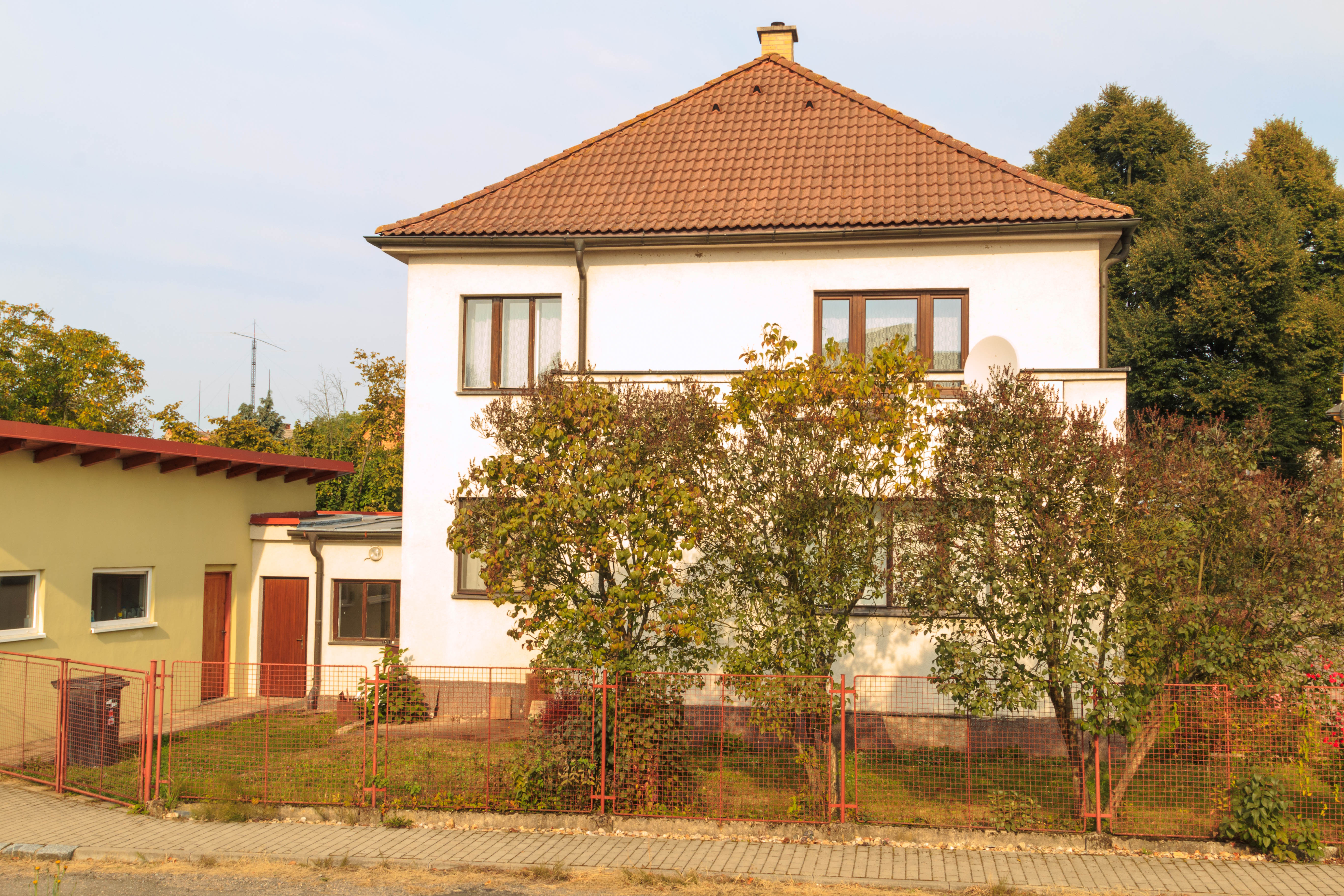
Dům čp. 4
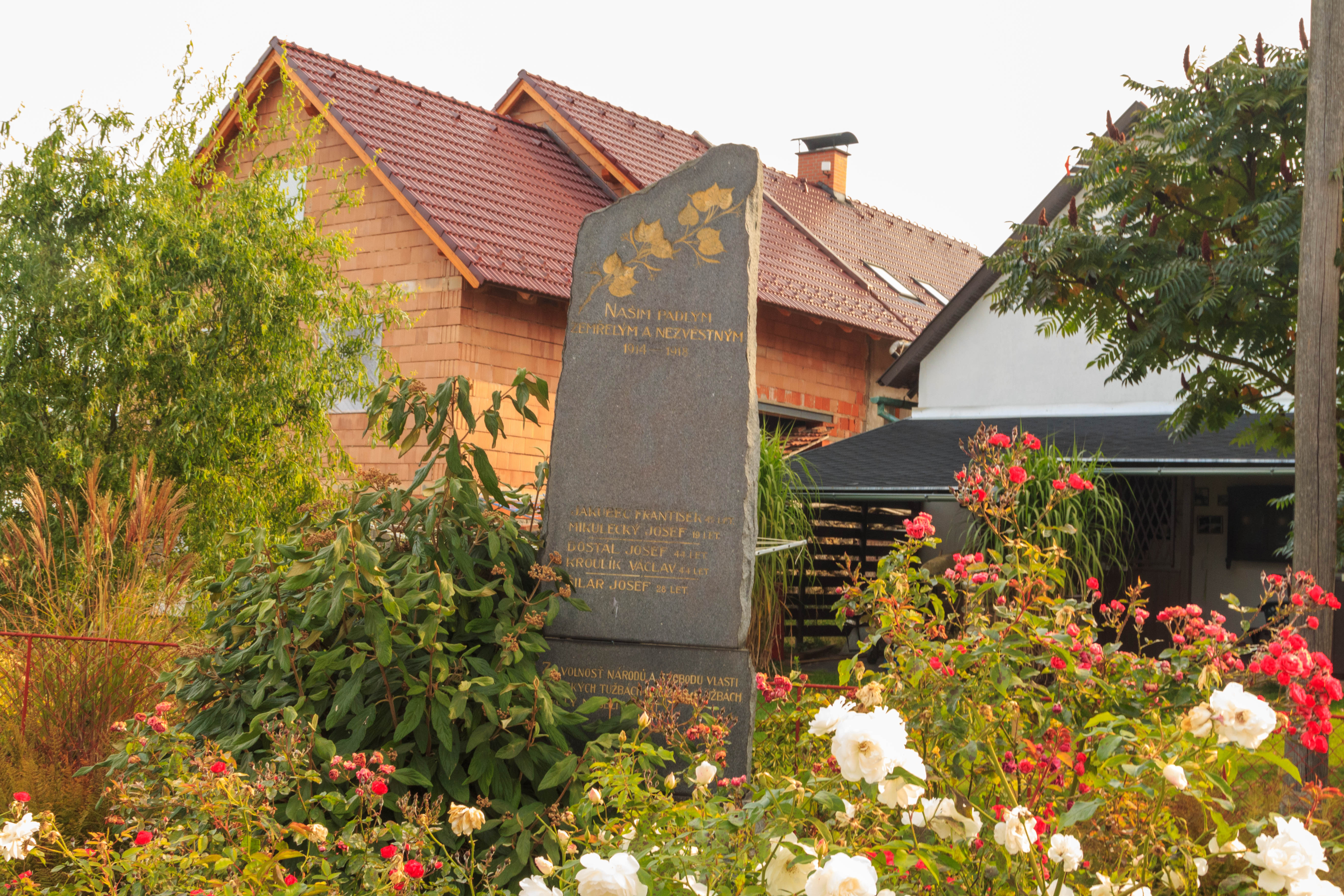
Pomník padlých
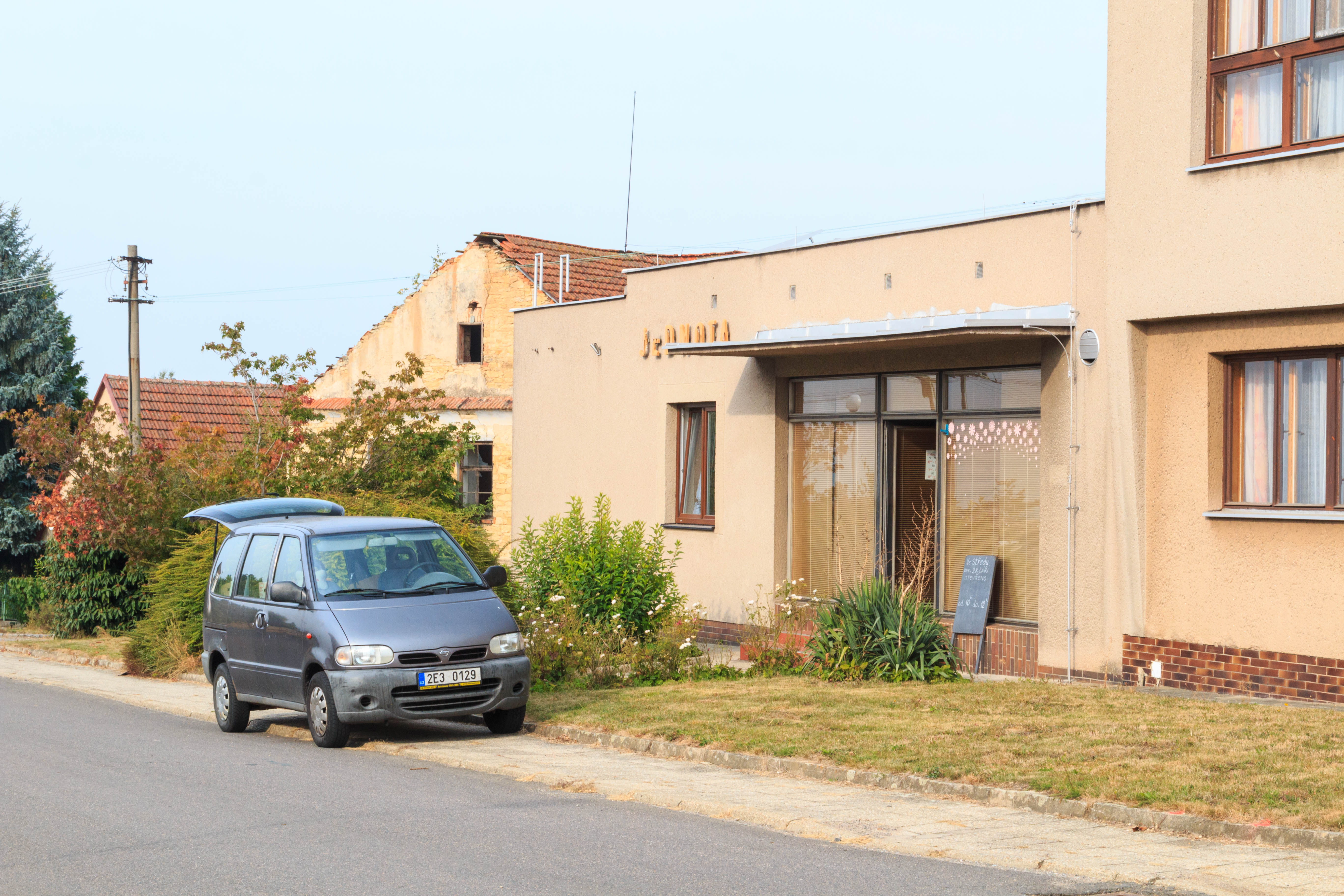
Obchod
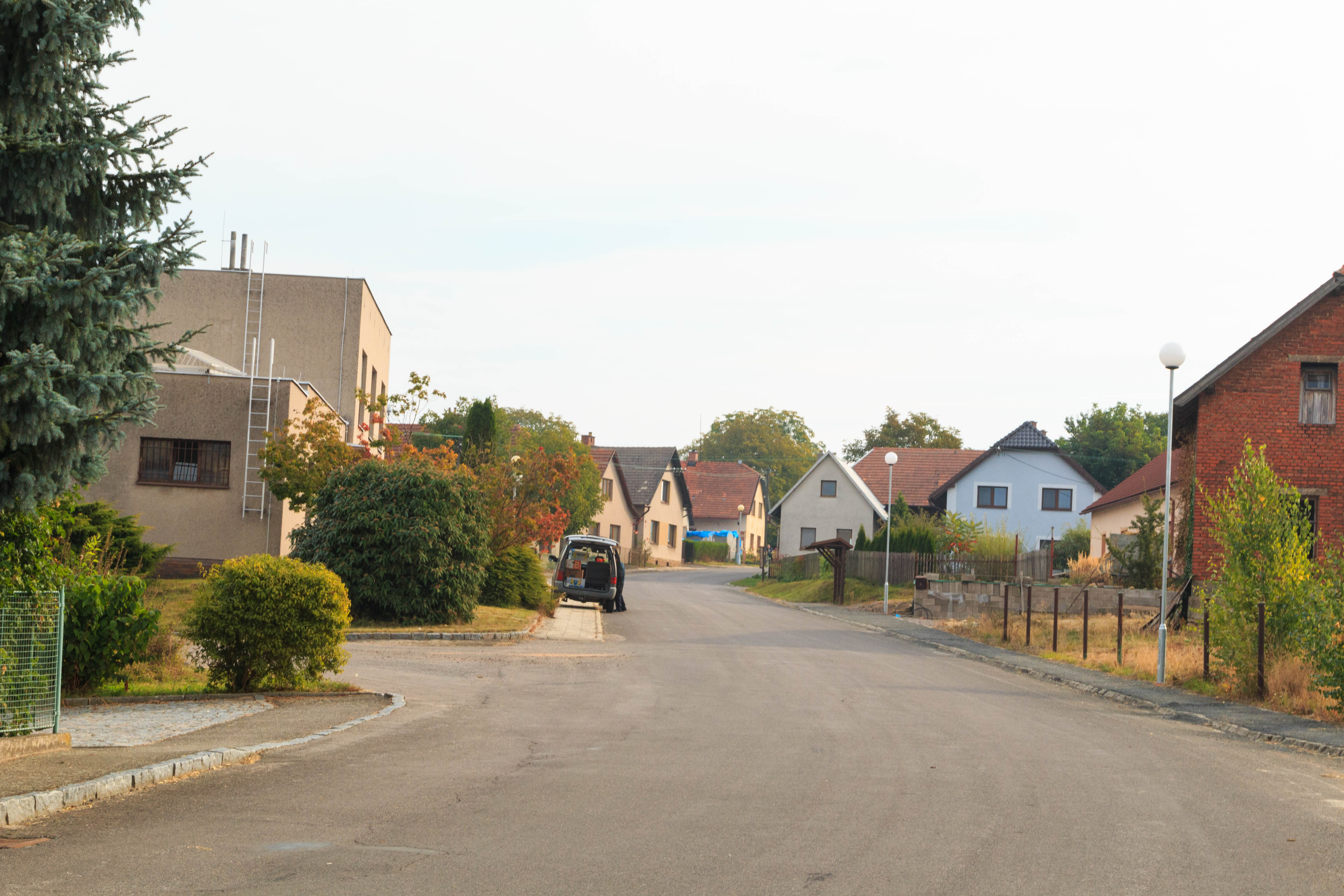
Džbánov